# Herminia obscurans
Herminia obscurans là một loài bướm đêm trong họ Noctuidae.